# Manuel Móran
Manuel Móran (Ciudad de Panamá, Panamá; 20 de noviembre de 1997) es un futbolista panameño que se desempeña como extremo derecho o delantero centro que actualmente milita en el club Municipal Pérez Zeledón de la Primera División de Costa Rica.

## Trayectoria
Manuel iniciaría su carrera como futbolista profesional en el Club Atlético Independiente de La Chorrera donde ganaría junto a su equipo el Clausura 2018 coronándose campeones.
Móran llega libre en 2020 al Herrera FC de la primera división de Panamá, LPF. Fue cedido a préstamo al Municipal Pérez Zeledón en 2021.
Actualmente en 2022 se llegó a un acuerdo para su llegada al Club Social y Deportivo Xelajú Mario Camposeco bajo el pedido del DT Amarini Villatoro quien lo tuvo bajo su mando en el conjunto de los Guerreros del Sur. 

## Clubes
| Club                     | País       | Año           |
| ------------------------ | ---------- | ------------- |
| CA Independiente         | Panamá     | 2017-2018     |
| Herrera FC               | Panamá     | 2018-2019     |
| CA Independiente         | Panamá     | 2020          |
| Herrera FC               | Panamá     | 2021          |
| AD Pérez Zeledón(cedido) | Costa Rica | 2021          |
| Herrera FC               | Panamá     | 2021          |
| AD Pérez Zeledón         | Costa Rica | 2022          |
| CSD Xelajú MC            | Guatemala  | 2022-2023     |
| Herrera FC               | Panamá     | 2023-2024     |
| AD Pérez Zeledón         | Costa Rica | 2024-presente |

## Palmarés

### Títulos nacionales
| Título           | Club             | País      | Año     |
| ---------------- | ---------------- | --------- | ------- |
| Liga de Ascenso  | CA Independiente | Panamá    | 2017-C  |
| Gran Final LNA   | CA Independiente | Panamá    | 2016-17 |
| Primera División | CA Independiente | Panamá    | 2018-C  |
| Primera División | CA Independiente | Panamá    | 2020-C  |
| Liga Nacional    | CSD Xelajú MC    | Guatemala | 2023-C  |